# Quattro bellezze

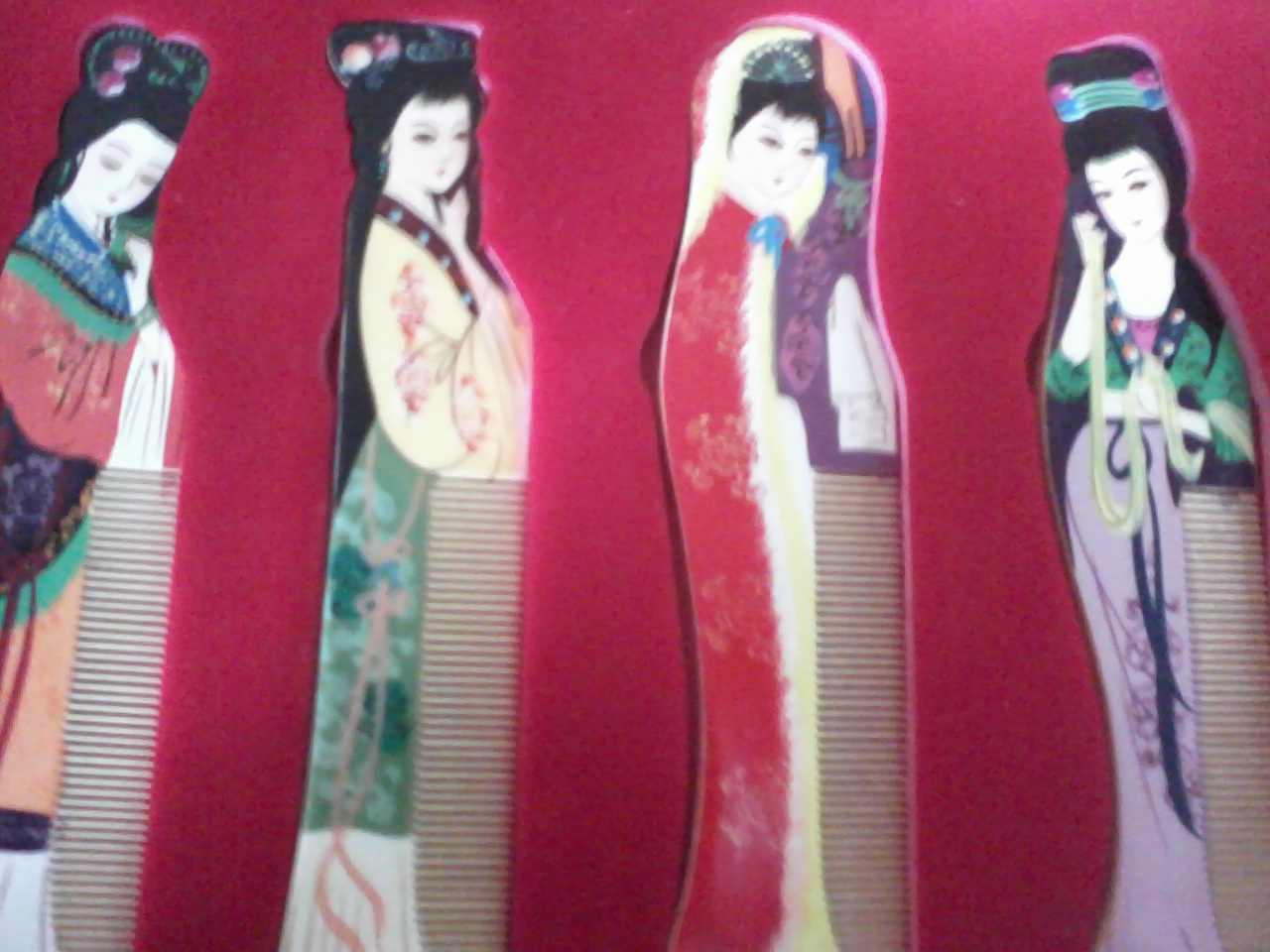
Pettini Changzhou raffiguranti le quattro bellezze

Le Quattro Bellezze, o Quattro Grandi Bellezze (四大美女T, sìdàměinǚP), furono quattro donne vissute nell'antica Cina, rinomate per la propria bellezza. La scarsità di dati storici su di esse dimostra che ciò che si sa di loro oggi è stato in gran parte abbellito dalla leggenda. Hanno acquistato fama grazie all'influenza che esercitarono su re e imperatori e, di conseguenza, al modo in cui le loro azioni influenzarono la storia cinese.
Tre delle Quattro Bellezze misero in ginocchio il regno, e le vite di tutte conobbero una tragica fine o terminarono in circostanze misteriose.

## Bellezze
Le Quattro Grandi Bellezze vissero durante il regno di quattro diverse dinastie, a distanza di secoli le une dalle altre. In ordine cronologico, esse sono:
- Xi Shi (西施T, Xī ShīP, 506 a.C. – ?), vissuta nel periodo delle Primavere e degli Autunni. Di lei si diceva che fosse talmente incantevole da far dimenticare ai pesci come si nuota e affondare al suo passaggio;
- Wang Zhaojun (王昭君T, Wáng ZhāojūnP, 206 a.C. - 8 d.C.), vissuta durante la dinastia degli Han Occidentali. Si diceva che fosse di una bellezza tale da attirare gli uccelli in volo fino a precipitare dal cielo;
- Diaochan (貂蟬T, DiāochánP, 161 o 169 o 176 - ?), vissuta a cavallo tra il regno degli Han Orientali e il periodo dei Tre Regni. Si diceva che fosse di una bellezza talmente luminosa che la stessa luna si oscurasse per la vergogna quando veniva paragonata al suo viso;
- Yang Guifei o Yang Yuhuan (楊貴妃T, Yáng GuìfēiP o 楊玉環T, Yáng YùhuánP, 719–756), vissuta durante la dinastia Tang. Si diceva che la sua bellezza fosse tale da far vergognare i fiori.

## Citazioni
Delle citazioni descrivono le Quattro Bellezze. La loro origine è tuttora oggetto di dibattito.
| Cinese   | Pinyin           | Italiano                                      |
| -------- | ---------------- | --------------------------------------------- |
| 西施沉魚 | xī shī chén yú   | Xi Shi fa affondare i pesci                   |
| 昭君落雁 | zhāo jūn luò yàn | Zhaojun attira gli uccelli fino a precipitare |
| 貂嬋閉月 | diāo chán bì yuè | Diaochan oscura la luna                       |
| 貴妃羞花 | guì fēi xiū huā  | Guifei fa vergognare i fiori                  |

## Riferimenti culturali

### Quattro Bellezze
- La città di Simei nella Repubblica di Singapore è stata intitolata alle Quattro Bellezze dal Ministro dello Sviluppo Teh Cheang Wan.
- La cantante mandopop Zhang Zhen Fei (Cinese: 張真菲; pinyin: Zhāng Zhēn Fěi) ha scritto una canzone dedicata alle Quattro Bellezze.
- Nella nona stagione di America's Next Top Model, le ultime quattro ragazze seguono una lezione di storia sulle Quattro Bellezze.

### Xi Shi
- Il letterato Su Dongpo ha paragonato la bellezza di Xi Shi al Lago Occidentale di Hangzhou nell'opera 飲湖上初睛居雨.
- Il poeta Li Bai, vissuto sotto i Tang, scrisse una poesia su Xi Shi.
- Xi Shi viene citata nel secondo dei capitoli interni del Zhuang-zi, Sull'eguaglianza di tutte le cose, nel quale viene operata una distinzione tra «lo stelo sottile e il grosso pilastro, la brutta donna o la bellissima Xi Shi».
- La cantante Imogen Heap ha pubblicato, nel gennaio 2012, la canzone Xizi She Knows, intitolata a Xi Shi.